# (60344) 2000 AS73
2000 أي أس 73 (ويعرف أيضًا باسم (60344) 2000 أي أس 73 وفق تسمية الكوكب الصغير) (بالإنجليزية: 2000 AS73)‏؛ هو كويكب ضمن حزام الكويكبات.
اكتُشف هذا الجُرم الفلكي بواسطة بحث لنكولن عن الكويكبات القريبة من الأرض في 5 يناير 2000، وترتيبه 60344 من حيث الاكتشاف.

## الوصف
اكتُشف 603442000AS في 5 يناير 2000 في مرصد ماغدالينا ريدج، الواقع في مقاطعة سوكورو، نيومكسيكو في الولايات المتحدة، بواسطة مشروع بحث لنكولن عن الكويكبات القريبة من الأرض (بالإنجليزية: Lincoln Near-Earth Asteroid Research)‏ LINEAR. وقد رصد المشروع 1,286 مشاهدة للكويكب إلى غاية 5 فبراير 2022 بتوقيت منطقة المحيط الهادئ، أي في مدة قدرها 11,077 يومًا (30.3 عام). تستغرق الفترة المدارية للكويكب 1,340 يومًا (3.7 عام).

## الخصائص المدارية
يتميز مدار هذا الكويكب بنصف محور رئيسي يبلغ 2.38 وحدة فلكية، وحضيض قدره 2.05 وحدة فلكية، وانحراف قدره 0.139 وزاوية ميلان 2.9 درجة بالنسبة لمسار الشمس. بسبب هذه الخصائص، أي نصف المحور الرئيسي بين 2 و3.2 وحدة فلكية وحضيض أكبر من 1,666 وحدة فلكية، يُصنف هذا الجُرم الفلكي وفقًا لقاعدة بيانات مختبر الدفع النفاث لأجرام النظام الشمسي الصغيرة كائنًا من حزام الكويكبات الرئيسي.

## وصلات خارجية
- (60344) 2000 AS73 في قاعدة بيانات مختبر الدفع النفاث لأجرام النظام الشمسي الصغيرة

- الاكتشاف · مخطط المدار ·  العناصر المدارية · المعلمات المادية

- (60344) 2000 AS73 على موقع ويكي سكاي: DSS2, SDSS, GALEX, IRAS, Hydrogen α, X-Ray, Astrophoto, Sky Map, Articles and images